# Lodewijk Mulder

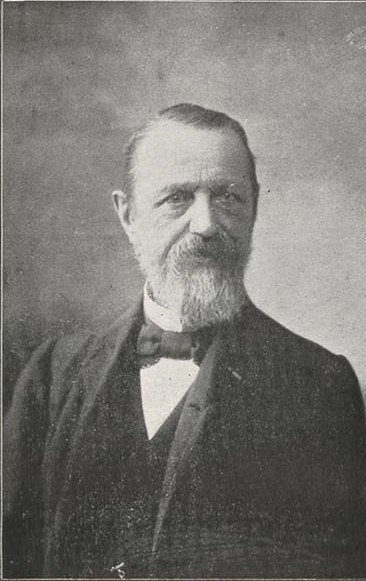
Lodewijk Mulder

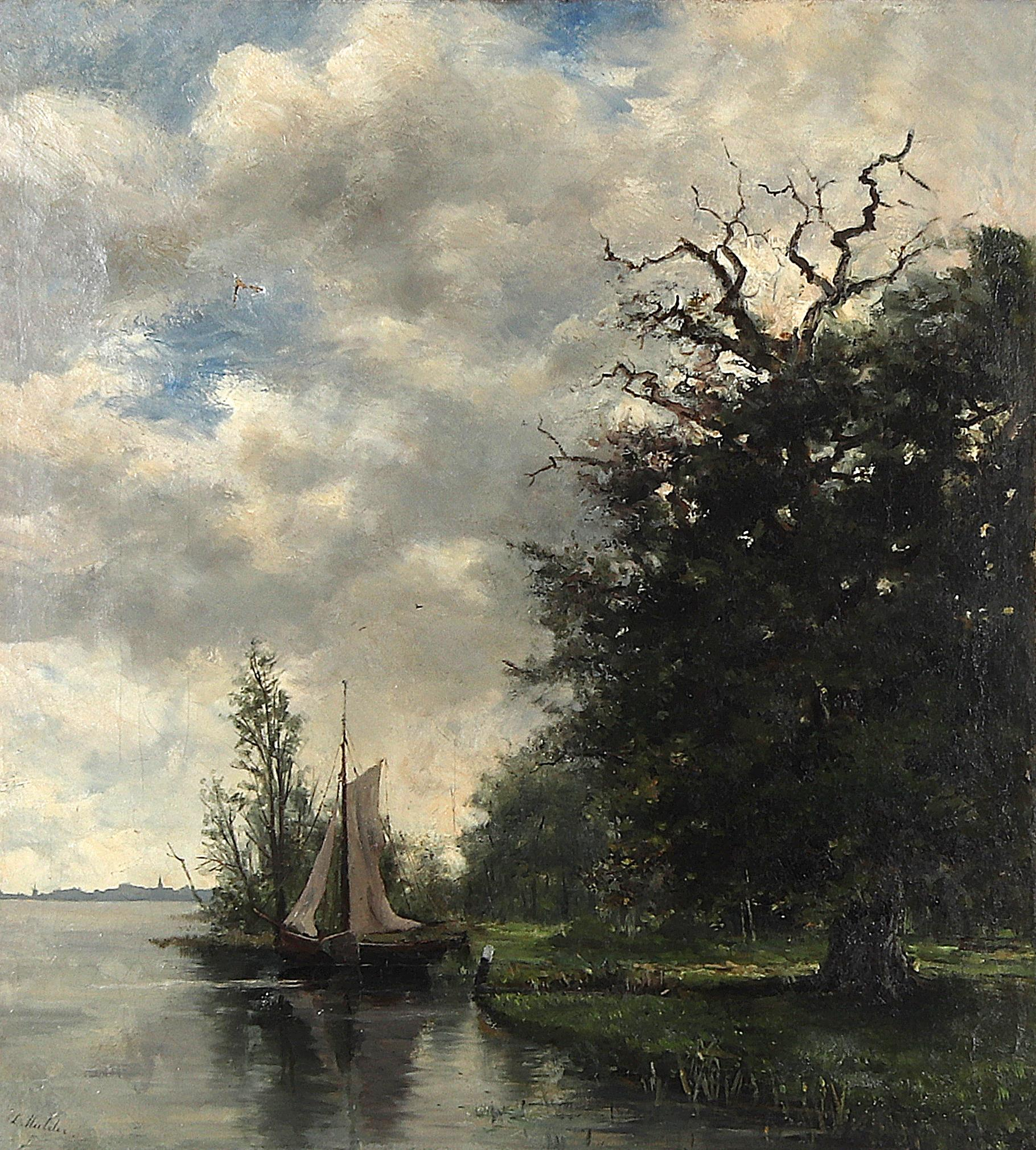
Idylle am Flußufer, geschilderd door Lodewijk Mulder, 1907

Lodewijk Mulder (Den Haag, 9 april 1822 - aldaar, 14 mei 1907) was een Nederlands schrijver van romans en toneelstukken. Hij staat vooral bekend om zijn Jan Faessen, Historische roman uit het begin van de 17e eeuw. Zijn toneelstukken/blijspelen De kiesvereeniging van Stellendijk, Een lief Vers en Op glad ijs maakten de meeste opgang.

## Biografie
Zijn vader Jan Mulder Jansz. was inspecteur der Domeinen. Deze stierf in 1827, toen zijn zoon Lodewijk nog geen vijf jaar oud was. Zijn moeder Maria Christina Sethe overleed in 1831, nadat ze op 23 december 1829 hertrouwd was met Dirk Johannes Reese, een militairen intendant. Zo was Lodewijk op negenjarige leeftijd een wees. Zijn stiefvader had een brede belangstelling in de kunsten en muziek, en had een grote invloed op de ontwikkeling van de jonge Lodewijk. Ook zorgde hij voor een goede opleiding voor Lodewijk.
Na een vierjarige opleiding op de Militaire Academie werd hij tweede luitenant der Infanterie (1842). Van 1850 tot 1859 werkte hij aan die opleiding als leraar Nederlandse taal- en letterkunde en Geschiedenis. In 1851 is Mulder te Nijmegen gehuwd met mej. J.A. de Villeneuve.
Daarna werkte hij als majoor op het Ministerie van Oorlog, tot hij in 1867 eervol ontslag kreeg. Van 1868 tot 1872 werkte hij als Inspecteur van het Lager Onderwijs in de provincie Utrecht.
Verder leverde hij bijdragen in de Militaire Spectator, die hij van 1854 tot 1858 redigeerde, de Nederlandsche Spectator, het Nederlandsch Magazijn, en De Gids. Hij verzorgde een In Memoriam (als verrassing van Bergen in 1572). Ook werkte hij als vertaler, en bezorgde de hij de kompleete werken van den Ouden Heer Smits, 's-Hage 1877-'79.